# 2005年ポーランド議会選挙
2005年ポーランド議会選挙（2005ねんポーランドぎかいせんきょ）は、ポーランド共和国の立法府であるセイム（下院）とセナト（上院）の議員を選出するため2005年9月に行われた議会選挙である。

## 基礎データ
- 大統領: アレクサンデル・クファシニェフスキ（Aleksander KWAŚNIEWSKI、民主左翼連合） - 2000年10月の大統領選挙で再選し、2期目。
- 首相: マレック・ベルカ（Marek BELKA、民主左翼連合）
- 定数
  - セイム: 460議席（任期4年）
  - セナト: 100議席（任期4年）
- 選挙制度
  - セイム: 比例代表制（41選挙区、非拘束名簿式） - 全国集計において得票率5％以上を得た政党のみに議席配分される（政党連合の場合は7％）。
  - セナト: 大選挙区制（40選挙区）
- 選挙権: 満18歳以上のポーランド国民
- 被選挙権
  - セイム: 満21歳以上のポーランド国民
  - セナト: 満30歳以上のポーランド国民

## 主要政党

### 与党
- 民主左翼連合（Sojusz Lewicy Demokratycznej、略称: SLD）

ポーランド共和国社会民主主義（SdRP、旧ポーランド統一労働者党）を軸に、左派諸政党が結集して1991年7月に結成された同名の政党連合が、1999年4月に政党へと改編されて発足した中道左派政党。前回2001年の選挙で、左派政党の労働連合と選挙連合（民主左翼連合/労働連合、ポーランド語略称: SLD-UP）を結成して選挙に臨み、216議席を得て第1党になり、PSLと連立政権を発足させた。しかし、政策の対立から2003年3月にはPSLが連立を離脱、以来、Samoobronaの閣外協力を得て、議会運営を行った。

### 野党
- 市民プラットフォーム（Platforma Obywatelska、略称: PO）

2001年1月結成（政党登録は2002年3月）。政治的スタンスは中道右派。前回2001年の選挙では第2党。
- 法と正義（Prawo i Sprawiedliwość、略称: PiS）

2001年4月結成。右派、キリスト教民主主義。
- 自衛（Samoobrona Rzeczypospolitej Polskiej、略称: Samoobrona）

1992年6月に政党登録、農業政策を重視する立場を採っている。
- ポーランド家族同盟（Liga Polskich Rodzin、略称: LPR）

2001年5月に国民民主党 (SND) から党名を改称し発足。欧州連合 (EU) への加盟反対、中絶や同性愛への反対の立場を明確にするなど保守的な色彩が強い右派政党。
- ポーランド農民党（Polskie Stronnictwo Ludowe、略称: PSL）

自由選挙となった1991年の選挙以降、名称や組織形態を全く変更しないで選挙で議席を得ている唯一の政党。農村を支持基盤に、新農村主義とカトリックに依拠した中道政党である。国家の経済への一定の介入を容認する社会的経済を主張し、社会的生存権を重視している。地方分権とEU統合も重視。前回選挙でSLDと連立政権を発足させたが、2003年3月に政策対立から同連立を離脱した。

### 少数民族政党
- ドイツ少数民族（Mniejszość Niemiecka、略称: MN）

ポーランド国内に居住するドイツ系住民の立場を代表する政党。MNは少数民族政党として認定されているため、議席阻止条項の適用は受けない。ドイツ系住民の政治的・法的地位の確立などを訴えている。

## 選挙結果
- 投票日: 2005年9月25日
- 登録有権者数: 30,229,031名
- 投票率: 40.57%
- 投票総数
  - セイム: 12,244,903票
  - セナト: 12,239,019票
- 有効投票総数
  - セイム: 11,804,676票
  - セナト: 11,812,965票

| 党派（政党連合） | 党派（政党連合）          | 得票      | %     | 議席数 | %      |
| ---------------- | ------------------------- | --------- | ----- | ------ | ------ |
| ■                | 法と正義 (PiS)            | 3,185,714 | 26.99 | 155    | 33.70  |
| ■                | 市民プラットフォーム (PO) | 2,849,259 | 24.14 | 133    | 28.91  |
| ■                | 自衛 (Samoobrona)         | 1,347,355 | 11.41 | 56     | 12.71  |
| ■                | 民主左翼連合 (SLD)        | 1,335,257 | 11.31 | 55     | 11.96  |
| ■                | ポーランド家族連盟 (LPR)  | 940,762   | 7.97  | 34     | 7.39   |
| ■                | ポーランド農民党 (PSL)    | 821,656   | 6.96  | 25     | 5.43   |
| ■                | ドイツ系少数民族 (MN)     | 34,469    | 0.29  | 2      | 0.43   |
|                  |                           |           |       | 460    | 100.00 |

| 党派 | 党派                      | 議席数 | %      |
| ---- | ------------------------- | ------ | ------ |
| ■    | 法と正義 (PiS)            | 49     | 49.00  |
| ■    | 市民プラットフォーム (PO) | 34     | 34.00  |
| ■    | ポーランド家族連盟 (LPRP) | 7      | 7.00   |
| ■    | 自衛 (Samoobrona)         | 3      | 3.00   |
| ■    | ポーランド農民党 (PSL)    | 2      | 2.00   |
| ■    | 諸派                      | 5      | 5.00   |
| 合計 | 合計                      | 100    | 100.00 |